# فوجیوارا نو تیکا
فوجیوارا نو تیکا ((به ژاپنی: 藤原定家 Fujiwara no Teika)، فوجیوارا نو ساداایه ؛ زاده ۱۱۶۲ درگذشته ۲۶ سپتامبر ۱۲۴۱) یک زبان‌شناس اهل ژاپن بود.